# Nina Škottová
Nina Škottová (née le 6 octobre 1946 à Prostějov et décédée le 28 avril 2018 à Bedihošť) est une femme politique tchèque, ancienne membre du parlement européen avec le Parti démocratique civique.

## Biographie
Nina Skottova est née le 6 octobre 1946 à Prostějov en République tchèque. En 1973, elle obtient un doctorat en sciences naturelles auprès de la faculté de pharmacie de l'université Comenius de Bratislava puis travaille jusqu'en 1982 en tant que chercheuse. En 1979, elle fait un post-doctorat. 
De 1982 à 1990, elle est professeure assistante. En 1990, elle devient maître de conférence senior de la faculté de médecine de l'université Palacký d'Olomouc. De 1998 à 2000, elle est vice-présidente de la section locale du Parti démocratique civique de Prostějov. De 1999 à 2004, elle devient directrice de l'institut de pharmacologie.
Dans les années 2000, elle s'engage en politique dans son pays, membre du parti Parti démocratique civique. Elle fut membre du parlement européen et de la commission des budgets. Elle fut aussi remplaçante à la commission de la culture et de l'éducation et membre de la délégation pour les relations avec la Suisse, l'Islande et la Norvège, ainsi que du comité parlementaire auprès de l'Espace économique européen (EEE).
Elle meurt le 28 avril 2018.